# Loch Eynort
Loch Eynort is een loch op Isle of Skye in Schotland. Het ligt aan de Hebridenzee en is 750 meter breed en 2 kilometer lang.